# Čipmank malý
Čipmank malý (Neotamias minimus) je nejmenší příbuzný burunduka a čipmanka východního. Jedná se o nejrozšířenější druh čipmanků v Severní Americe.

## Popis
Je nejmenším druhem čipmanků, měří asi 15,7–25 centimetrů v celkové délce s hmotností 25-66 gramů. Tělo je na bocích šedé až červenohnědé, na spodní části šedobílé. Na hřbetě mívá pět tmavě hnědých až černých pruhů oddělených čtyřmi bílými nebo krémově zbarvenými pruhy, které všechny směřují od šíje ke kořeni ocasu. Tím se odlišuje od čipmanka východního, jehož pruhy až k ocasu nedosahují. Dva světlé a dva tmavé pruhy jsou na jeho hlavě a táhnou se od špičky nosu k uším. Huňatý ocas má oranžovohnědou barvu a měří 10–11 centimetrů (natažený). V některých oblastech, kde tento druh žije společně čipmankem západním, může být velmi obtížné tyto dva druhy na první pohled rozlišit.
Stejně jako ostatní čipmankové mají na předních nohách čtyři prsty a na zadních pět. Samice mají osm struků. Poměr hmotnosti mozku k hmotnosti těla je u těchto čipmanků menší než u jiných druhů čipmanků. To naznačuje, že dávají přednost životu v jednodušším prostředí.

## Rozšíření a životní prostředí
Čipmank malý se vyskytuje na většině západu Spojených států od severního Nového Mexika a západní Severní a Jižní Dakoty po východní Kalifornii, Oregon a Washington a na většině území jižní a západní Kanady od Yukonu a jihovýchodní Britské Kolumbie po střední Ontario a na Horním poloostrově Michiganu a v sousedních částech Wisconsinu a Minnesoty. V celé této oblasti bylo zjištěno až 21 poddruhů čipmanka malého. Tento druh čipmanka tráví oproti ostatním méně času na stromech, běžně se vyskytuje v křovinatých a jehličnatých lesích a podél řek, ale také na vysokohorských loukách a na okrajích severské tundry.

## Chování

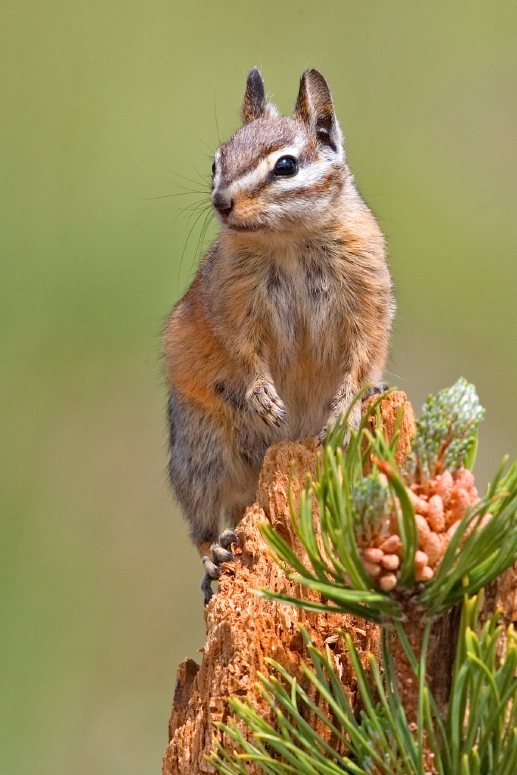

Čipmankové malí jsou denní živočichové a živí se semeny, bobulemi, ořechy, ovocem a hmyzem. Močí označují místa, kde již nenalézají vhodnou potravu, a na taková místa se pak nevracejí. Velikost jejich domovského teritoria se může značně lišit. Uvádí se, že se pohybuje od 0,1 hektaru (0,25 akru) v severním Michiganu až po 5,5 hektaru (14 akrů) v Coloradu. Vzhledem ke své malé velikosti jsou čipmankové malí zpravidla podřízeni ostatním větším čipmankům, kteří je mohou od zdrojů potravy odhánět. K přežití nicméně potřebují méně potravy, a proto se vyskytují poměrně početně i tam, kde je zdrojů potravy méně. Jsou to mrštná zvířata a v přirozených podmínkách byl zaznamenán běh rychlostí až 7,7 km za hodinu.
Jejich přirozenými predátory jsou jestřábi, sovy a hraboši.
Čipmank malý tráví zimu v norách a potravu si ukládá do četných skrytých jam, pod kmeny apod. Nory se skládají z jediné komory o průměru asi 15 cm a chodeb o průměru 7,5 cm, které jsou v průměru 1,7 m dlouhé. Mají dva až čtyři vchody, často skryté v blízkých skalách, a jsou obvykle asi 18 centimetrů pod povrchem.
V létě si mohou z listí a trávy stavět dočasná hnízda na stromech, případně také ve vhodných dutinách stromů.
Čipmankové malí neupadají do zimního spánku, ani na podzim nepřibírají nadbytečný tuk. Místo toho přežívají zimu tak, že dokáží utlumit některé životní funkce (tzv. torpor), a probouzejí se, aby se najedli potravy, kterou mají schovanou v noře. Jak dlouhou část zimy stráví takto pod zemí, závisí na zeměpisné šířce – od konce listopadu do poloviny března v Michiganu po polovinu října až konec dubna v severní Manitobě.

## Rozmnožování
Samice se dostávají do stavu říje do týdne poté, co na jaře vylezou z nory. Páření potom probíhá obvykle od března do května. Březost trvá 28 až 30 dní a každý rok se rodí jeden vrh o třech až sedmi mláďatech. Samice, které o první vrh přijdou brzy po porodu, však mohou být někdy schopny se v témže roce rozmnožit znovu. Mláďata se rodí bez srsti a slepá, měří asi 5 cm na délku a váží 6 gramů. Mláďata jsou schopna se postavit a otevřít oči ve 27 dnech a jsou odstavena ve 36 dnech. Pohlavně dospívají v jednom roce, ale rozmnožují se vždy až ve druhém roce. V zajetí se mohou dožít až šesti let.